# Zoolander
Zoolander er en amerikansk komediefilm fra 2001 instrueret af Ben Stiller. Den er baseret på et par kortfilm instrueret af Russell Bates og skrevet af Drake Sather og Ben Stiller til VH1 Fashion Awards fjernsynsprogrammerne i 1996 og 1997. Kortfilmene handlede om Derek Zoolander, en omtåget mandlig model. Hovedrollen blev spillet af Ben Stiller, og i spillefilmen (som Stiller instruerede), er Zoolanders agent spillet af hans far Jerry Stiller. I filmen medvirker også Stillers kone, Christine Taylor, og indeholder en optræden med Stillers mor, Anne Meara, samt han gode ven, Owen Wilson, der spiller hans rival.

## Handling
I Zoolander bliver Derek Zoolanders ophøjede rolle som "Supermodel of the year" tre år i træk, udfordret af den flotte newcomer Hansel (Owen Wilson), en syre-trippet filosofisk, hippie, med samme tankegang som unge fra 1960'erne. Efter Hansel vinder modelkonkurrencen og Zoolander bedste venner bliver dræbt i et "sindssygt benzin-kamp uheld", bekendtgør, den deprimerede ex-stjerne ved vennernes begravelse, at han vil trække sig tilbage fra modebranchen. Hen vender tilbage til sine tidligere kulminer, hvor hans far og brødre arbejder, men føler sig hurtigt afvist og malplaceret.

## Skuespillere
- Ben Stiller som Derek Zoolander
- Owen Wilson som Hansel McDonald
- Christine Taylor som Matilda Jeffries
- Will Ferrell som Jacobim Mugatu
- Milla Jovovich som Katinka Ingabogovinanana
- Jerry Stiller som Maury Ballstein
- David Duchovny som J.P. Prewitt
- Vince Vaughn som Luke Zoolander
- Jon Voight som Larry Zoolander
- Judah Friedlander som Scrappy Zoolander
- Alexander Skarsgård som Meekus
- Matt Levin som Archie
- Justin Theroux som Ond DJ
- Andy Dick som Massøren Olga
- Jennifer Coolidge som amerikansk Designer
- Nora Dunn som britisk Designer
- Tony Kanal som fransk Designer
- James Marsden som John Wilkes Booth
- Anne Meara som prostetør
- Woodrow Asai som Malaysias Præmiereminister Hassan

### Optræder som dem selv (cameo)
- Donald og Melania Trump
- Christian Slater
- Tom Ford
- Cuba Gooding Jr.
- Steve Kmetko
- Tommy Hilfiger
- Natalie Portman
- Fabio
- Lenny Kravitz
- Gwen Stefani og Gavin Rossdale
- Heidi Klum
- Mark Ronson
- Paris Hilton
- David Bowie
- Tyson Beckford
- Fred Durst
- Lance Bass
- Lil' Kim
- Garry Shandling
- Claudia Schiffer
- Veronica Webb
- Lukas Haas
- Carmen Kass
- Frankie Rayder
- Victoria Beckham
- Sandra Bernhard
- Emma Bunton
- Stephen Dorff
- Karl Lagerfeld
- Winona Ryder
- Billy Zane
- Shavo Odadjian